# Лазаревы
Об армянском роде см. Армянские Лазаревы
Лазаревы — русские дворянские роды.
При подаче документов 22 мая 1686 года для внесения рода в Бархатную книгу была предоставлена совместная родословная роспись Лазаревых и Лазаревых-Станищевых, а также царские жалованные грамоты: Ивана III — на сельцо Новосёлки в Юрьев-Польском уезде (1462—1485); Василия III — на волости Песья Лука и Раменье Старицкого уезда (1505—1515), Поворотное в Костроме (1525—1528), на вотчину сельцо Новосёлки Юрьев-Польского уезда (1526), на волость Берендеево Дмитровского уезда (1533—1538): Ивана IV — на волость Бускутово Переславского уезда (1538—1547).

## Происхождение и история рода
Опричниками Ивана Грозного (1573) числились Бажен и Кирилл Лазаревы.
В Гербовник внесены шесть фамилий Лазаревых:
1. Лазаревы-Станищевы, потомки мужа честна Филиппа, выехавшего из «Цесарской» земли к Ивану Калите (1328—1340) и пожалованного вотчинами в Юрьево-Польском уезде Владимирской губернии (Герб. Часть VI. № 14)
2. Потомство Манука Лазарева, переехавшего из Армении в Испагань в 1605 г. (Герб. Часть III. № 142). Елизавета Христофоровна, замужем за князем Семёном Давыдовичем Абамеликом, после его смерти получила дозволение присоединить к своей фамилии фамилию своего тестя и именоваться князьями Абамеликом-Лазаревым. Пётр Иванович Лазарев убит грузинскою царицею Марией ударом кинжала (19 апреля 1805).
3. Потомство Андрея Лазарева, отец которого, Григорий, помещик Арзамасского уезда Нижегородской губернии, умер до 1621 г. (Герб. Часть XI, № 28). Из их числа наиболее известен адмирал Михаил Петрович Лазарев. Его сын Петр Михайлович — сенатор и член Государственного совета, а внук и полный тёзка Михаил Петрович — офицер Кавалергардского полка, георгиевский кавалер.
4. Потомство Тимофея Лазарева, испомещённого в Свияжском уезде Казанской губернии в середине XVII века, сын которого, Фёдор, жалован вновь поместьями к прежнему его поместному окладу в 1677 году (Герб. Часть IX, № 103).
5. Николай Емельянович Лазарев, утверждённый в дворянстве по ордену, полученному в 1841 г. (Герб. Часть XIII, № 108).
6. Александр Емельянович Лазарев, утверждённый в дворянстве по ордену, полученному им в 1864 г. (Герб. Часть XIII, № 130)[3].

Род Лазаревых-Станищевых внесён в VI часть дворянской родословной книги, куда (как сказано в Жалованной дворянству грамоте) включались фамилии, «доказательства дворянского достоинства которых восходят за 100 лет, а благородное начало покрыто неизвестностью».
О роде армянских негоциантов и промышленников, к которому принадлежал граф Иван Лазаревич Лазарев, см. Армянские Лазаревы и Абамелик-Лазаревы
Ещё один дворянский род Лазаревых — потомки шушинской ветви старинного исфаганского армянского рода меликов (князей) и карабахских беков. Наиболее известным представителем этого рода является генерал-адъютант Лазарев Иван Давидович (1820—1879). Родословная И. Д. Лазарева восходит к старинному армянскому княжескому роду Мелик-Хайказянов, потомков ещё более древнего армянского рода Прошянов-Хахбакянов, князей Вайоц-Дзора, ведущего свое начало с первой половины XII века.

#### Графы Лазаревы
В родословной книге А. Б. Лобанова-Ростовского имеется упоминание о генерал-адъютанте князя Потёмкина — Артемии Ивановиче Лазареве (1768—1791), который записан с титулом граф.

## Описание гербов

#### Герб. Часть III. № 142.
Герб потомства Манука Лазарева: щит разделён горизонтально на две части, из которых в верхней части, в золотом поле, изображено чёрное орлиное крыло. В нижней части, в голубом поле, виден лежащий золотой лев. Щит увенчан обыкновенным дворянским шлемом с дворянской на нём короной и тремя страусовыми перьями. Намёт на щите голубой, подложенный золотом.

#### Герб. Часть VI. № 14.
Описание герба смотри Лазаревы-Станищевы.

#### Герб. Часть IX. № 103.
Герб потомство Фёдора Тимофеевича Лазарева: в верхней половине щита, в голубом и красных полях, изображены золотой лев и серебряный единорог, стоящие на задних лапах в виде готовых к сражению. В нижней, золотой половине находится белый конь, бегущий в правую сторону (польский герб Старыконь). Щит увенчан дворянским шлемом и короной, на поверхности которой виден выходящий олень. Намёт на щите красный и голубой, подложен золотом.
Примечание: в красном поле восстающий серебряный единорог, польский герб Боньча.

#### Герб. Часть XI. № 28.
Герб потомства Андрея Лазарева, за которым в 1621 году состояли в Арзамасском и Казанском уездах поместья: в серебряном щите, внизу с боков, выходящие из голубых облаков две руки, держат красный полумесяц, рогами вверх и над ним три красные шестиконечные звезды, две вверху, одна внизу (изм. польский герб Ксежиц). Над щитом дворянский шлем и корона, над которой три страусовых пера, сопровождаемые по сторонам серебряными и лазурными венками, увенчанными: первый — рукою в серебряных с золотом латах, держащею серебряный выгнутый меч с золотой рукояткой, а другой — рукою в зелёной одежде, держащей серебряный флаг с лазурным Андреевским крестом. Намёт лазурный с серебром. Щитодержатели: два золотых льва. Девиз на лазуревой ленте серебряными буквами «Disce pati» («Учись терпению»).

#### Герб. Часть XIII. № 108.
Герб надворного советника Николае Емельяновича Лазарева: в лазоревом щите золотой ключ бородкой вверх (польский герб Ясенчик), по его сторонам по золотому колосу. В золотой главе щита остриём влево чёрный меч. Над щитом дворянский шлем с короной. Нашлемник: золотой ключ бородкой вверх, по его сторонам по золотому колосу. Намёт: справа — лазоревый с золотом, слева — чёрный с золотом.

#### Герб. Часть XIII. № 130.
Герб тайного советника Александра Емельяновича Лазарева: в зелёном щите накрест золотые грабли и коса. По сторонам их по четыре золотых колоса. Над щитом дворянский шлем с короной. Нашлемник: встающая женщина с распущенными волосами в зелёной одежде и зелёной повязкой на глазах. В правой руке она держит золотой меч, в левой — золотые весы. Намёт: зелёный с золотом. Девиз: «ВѢРА, ТРУДЪ, ПРАВДА» золотыми буквами на зелёной ленте.

#### Герб. Часть XIX. № 100.
Герб потомства капитана Степана Лазаревича Лазарева: в красном щите, на чёрной волнообразной оконечности золотая с чёрными швами и открытыми воротами крепость, со стоящим на ней золотым львом, держащим в правой лапе сломанный серебряный с золотой рукояткой меч. Над щитом дворянский коронованный шлем. Нашлемник — три страусовых пера: среднее — золотое, крайние — красные. Намёт: красный с золотом. Девиз: «ХРАБРЫМЪ СЛАВА» золотыми буквами на красной ленте.

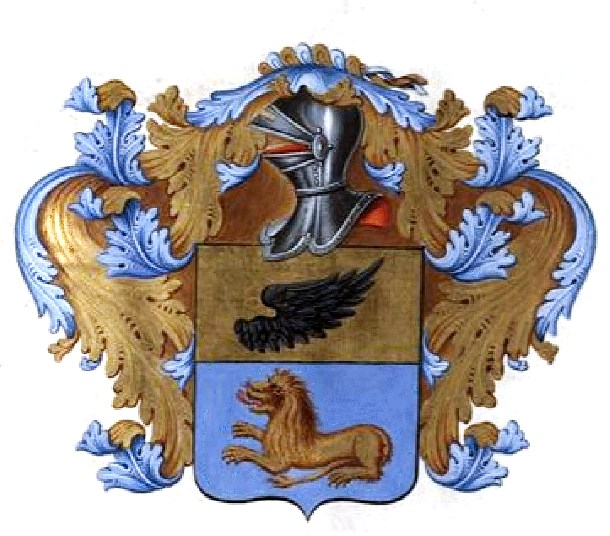
ОГ 3-142
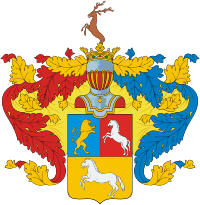
ОГ 9-103
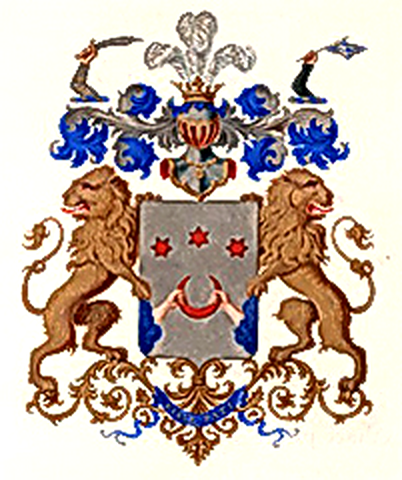
ОГ 11-28
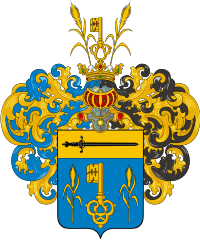
ОГ 13-108
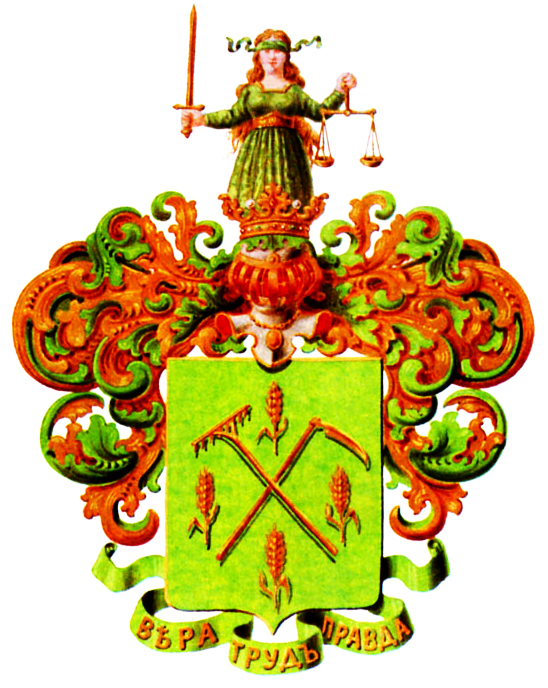
ОГ 13-130

## Известные представители
- Лазарев Тимофей Матвеевич — воевода на Двине (1603—1605).
- Лазарев Андрей Тимофеевич — воевода в Пошехонье (1627), московский дворянин (1627—1640).
- Лазарев Дементий Голочелов — московский дворянин (1627—1640).
- Лазарев Афанасий Поликарпович — московский дворянин (1640).
- Лазарев Андрей Тимофеевич — воевода в Валуйках (1636), в Курске (1645—1647), в Терках (1653—1655).
- Лазарев Леонтий — дьяк, воевода в Астрахани (1642).
- Лазарев Дементий Поликарпович — воевода в Кашине (1644—1647).
- Лазарев Степан Андреевич — стряпчий (1658—1676), стольник (1676).
- Лазарев Афанасий Голочелов — московский дворянин (1658—1668), походный московский дворянин царицы Натальи Кирилловны (1677).
- Лазарев Василий Алексеевич — московский дворянин (1658—1677).
- Лазарев Иван — воевода в Усмани (1665).
- Лазарев Иван Дементьенвич — московский дворянин (1668—1677).
- Лазарев Валуй Андреевич — стряпчий (1668—1676), стольник (1678—1692).
- Лазарев Кузьма — письменный голова, воевода в Енисейске (1677—1680).
- Лазаревы: Семён Евтифеевич и Фёдор Иванович — стряпчие (1692).
- Лазарев Леонтий Васильевич — стряпчий (1683), стольник (1686—1692).
- Лазаревы: Алексей и Александр Степановичи — стольники царицы Прасковьи Фёдоровны (1692)[8][9].